# Selna
Selna je naseljeno mjesto u Republici Hrvatskoj u sastavu općine Garčin u Brodsko-posavskoj županiji.

## Zemljopis
Selna se nalaze na županijskoj cesti Slavonski Brod - Vrpolje između općinskog središta Garčina i naselja Trnjani.

## Stanovništvo
Prema popisu stanovništva iz 2011. godine Selna je imala 308 stanovnika. 
| broj stanovnika | 141   | 178   | 164   | 226   | 267   | 321   | 327   | 331   | 417   | 418   | 396   | 386   | 380   | 367   | 350   | 308   | 284   |
|                 | 1857. | 1869. | 1880. | 1890. | 1900. | 1910. | 1921. | 1931. | 1948. | 1953. | 1961. | 1971. | 1981. | 1991. | 2001. | 2011. | 2021. |

## Šport
- NK Selna, nogometni klub

## Vanjske poveznice
- Stranice Općine Garčin/ Naselje Selna  Arhivirana inačica izvorne stranice od 26. siječnja 2010. (Wayback Machine)